# 博赫纳恒等式
在微分几何中，博赫纳恒等式是关于黎曼流形之间调和映射的恒等式。 它以美国数学家所罗门·博赫纳的名字命名。

## 数学表述
设 M 和 N 为黎曼流形，并令 u : M → N 为一个调和映射。 设du 表示的u的（向前）导数，∇为梯度，Δ为拉普拉斯–贝尔特拉米算子，RiemN 为N上的 黎曼曲率张量，RicM 为M上的里奇曲率张量，则有
{\displaystyle {\frac {1}{2}}\Delta {\big (}|\nabla u|^{2}{\big )}={\big |}\nabla (\mathrm {d} u){\big |}^{2}+{\big \langle }\mathrm {Ric} _{M}\nabla u,\nabla u{\big \rangle }-{\big \langle }\mathrm {Riem} _{N}(u)(\nabla u,\nabla u)\nabla u,\nabla u{\big \rangle }.}